# Nalchity
Nalchity è un sottodistretto (upazila) del Bangladesh situato nel distretto di Jhalakati, divisione di Barisal. Si estende su una superficie di 237,17 km² e conta una popolazione di 203.563 abitanti (dato censimento 1991).